# Doctor Who (especiais de 2013)
Os especiais de 2013 da série britânica de ficção científica Doctor Who constituem de dois episódios seguintes a sétima série. Além do tradicional episódio de Natal, que tem sido uma característica da série revivida desde 2005, haverá também o longa-metragem celebrando o 50 º aniversário do programa.
O Doutor (Paul McGann) tenta se manter afastado da Time War, mas ao ver os estragos da Guerra, ele terá que tomar uma difícil escolha. No último dia da Time War, o Doutor (John Hurt) levará a guerra um trágico final, mas um visão de suas vida futuras o deixará em duvidas com seu plano. Os Doutores (Matt Smith e David Tennant) veem uma oportunidade em alterar o seu passado.
Com Gallifrey tentando retornar, uma mensagem é enviada para todo universo que apenas o Doutor (Matt Smith) pode responder. O Doutor chega a Trenzalore para sua última jornada. A décima e primeira hora chega ao seu fim, com os limites de regenerações esgotadas, o Doutor enfrentará todos os seus inimigos para proteger Trenzalore e Gallifrey. Gallifrey conseguirá retornar? ou Será o fim para o Doutor?

## Elenco

### Elenco de The Night of the Doctor
- Paul McGann como Oitavo Doutor
- Emma Campbell-Jones como Cass
- Clare Higgins como Ohila
- John Hurt como War Doctor

### Elenco de The Day of the Doctor
- Matt Smith como 11º Doutor
- David Tennant como 10º Doutor
- Jenna Coleman como Clara Oswald
- John Hurt como War Doctor
- Billie Piper como O Momento
- Jemma Redgrave como Kate Lethbridge-Stewart
- Joanna Page como Rainha Elizabeth I
- Ingrid Oliver como Osgood

com
- Tom Baker como 4º Doutor/O Curador
- Peter Capaldi como 12º Doutor

### Elenco de The Time of the Doctor
- Matt Smith como 11º Doutor
- Jenna Coleman como Clara Oswald
- Orla Brady como Tasha Lem
- James Buller como Dave Oswald

com
- Karen Gillan como  Amy Pond

introduzindo
- Peter Capaldi como 12º Doutor

### Elenco deAn Adventure in Space and Time
- David Bradley como William Hartnell / Primeiro Doutor
- Jamie Glover como William Russell / Ian Chesterton
- Jemma Powell como Jacqueline Hill / Barbara Wrigh
- Claudia Grant como Carole Ann Ford / Susan Foreman
- Reece Shearsmith como Patrick Troughton / Segundo Doutor
- Sophie Holt como Jackie Lane [1]
- Nicholas Briggs como Peter Hawkins
- William Russell como Harry
- Carole Ann Ford como Joyce
- Brian Cox como Sydney Newman
- Jessica Raine as Verity Lambert

## Episódios
| História | Episódio | Título                                      | Dirigido por | Escrito por   | Exibição original      | Audiência no Reino Unido (milhões) | AI |
| --- | -------- | ------------------------------------------- | ------------ | ------------- | ---------------------- | ---------------------------------- | -- |
| 240 | 1        | "The Day of the Doctor" "O Dia do Doutor"   | Nick Hurran  | Steven Moffat | 23 de novembro de 2013 | 12,80                              | 88 |
| Em 2013 algo terrível está despertando na Galeria Nacional de Londres; Em 1562 uma conspiração assassina está em andamento na era Elisabetana; E em algum lugar no espaço uma batalha antiga chega a um final devastador. Todo a realidade está em perigo, quando o passado do Doutor volta para assombra-lo.                                                                                 |          |                                             |              |               |                        |                                    |    |
| 241 | 2        | "The Time of the Doctor" "A Hora do Doutor" | Jaime Payne  | Steven Moffat | 25 de dezembro de 2013 | 11,14                              | 83 |
| Orbitando um tranquilo e distante planeta, as forças maciças das espécies mais mortais do universo se reúnem atraídos por uma misteriosa mensagem que ecoa pelas estrelas. E entre eles – o Doutor. Resgatando Clara de um jantar em família no Natal, o Senhor do Tempo e sua melhor amiga devem descobrir o que esse enigmático sinal significa para o seu próprio destino e o do universo. |          |                                             |              |               |                        |                                    |    |

### Episódios suplementares
| Título | Dirigido por | Escrito por   | Exibição original      |
| --- | ------------ | ------------- | ---------------------- |
| "The Night of the Doctor" | John Hayes   | Steven Moffat | 14 de novembro de 2013 |
| O Doutor tenta se manter afastado da Guerra do tempo, mas ao ver os estragos da Guerra, ele terá que tomar uma difícil escolha. |              |               |                        |
| "The Last Day" | Jamie Stone  | Steven Moffat | 19 de novembro de 2013 |

### Extras
| Título | Dirigido por    | Escrito por   | Exibição original      |
| --- | --------------- | ------------- | ---------------------- |
| Doctor Who Prom | —               | —             | 26 de agosto de 2013   |
| Concerto apresentando a música incidental da série, realizada como parte da série de concertos BBC Proms. O concerto foi realizado em 13 e 14 de julho de 2013 e foi apresentado pelos atores Matt Smith, Jenna Coleman, Neve McIntosh e Dan Starkey e também contou com as participações de Peter Davison e Carole Ann Ford |                 |               |                        |
| Doctor Who: The Ultimate Guide | Tom Cohen       | —             | 18 de novembro de 2013 |
| An Adventure in Space and Time | Terry McDonough | Mark Gatiss   | 21 de novembro de 2013 |
| A BBC Two celebrou o 50º aniversário de Doctor Who homenageando os criadores da série: Um docudrama reconta a história da equipe de criação. |                 |               |                        |
| The Five(ish) Doctors Reboot | Peter Davison   | Peter Davison | 23 de novembro de 2013 |
| Com o Especial de aniversário de 50 anos de Doctor Who sendo gravado, os Doutores "clássicos" estão ansiosos para serem envolvidos. Mas será que conseguirão? |                 |               |                        |

## Desenvolvimento
O produtor executivo Steven Moffat começou a escrever o roteiro do especial de 50 anos no final de 2012, anunciando que, como medida de segurança, não havia produzido quaisquer cópias, pelo contrario, ele manteve-o em seu computador até quando fosse necessário.

## Filmagens
As filmagens do especial de 50 anos começaram no início de abril, com David Tennant e Joanna Page vistos em um local fora de Neath , ao sul de Gales. Em 9 de abril, filmagens ocorreram envolvendo Matt Smith e Jenna-Louise Coleman em Trafalgar Square,Londres. 